# Итоговый турнир WTA 2015 — парный турнир
Саня Мирза и Мартина Хингис — победительницы турнира.

## Общая информация
Из числа лучших пар на турнир не смогли приехать две: Кейси Деллакква и Ярослава Шведова (квалифицировавшиеся на турнир третьими среди всех) и российский дуэт Елена Веснина и Екатерина Макарова (квалифицировавшимся четвёртыми). Возглавил же список претендентов альянс Саня Мирза и Мартина Хингис. Их команда на правах фаворита выиграла все матчи в своей группе и затем одержала две победы на стадии плей-офф, завоевав итоговый титул. В финале Мирза и Хингис одержали победу над восьмыми номерами посева Гарбиньей Мугурусой и Карлой Суарес Наварро. Мирза выигрывает итоговый турнир второй год подряд. В прошлом сезоне её партнёршей была Кара Блэк, которая год назад окончила профессиональную карьеру. Для Хингис победа на итоговом соревновании в парах стала третьей в карьере. До этого она первенствовала 15 лет назад — в 1999 и 2000 годах в дуэте с Анной Курниковой.

## Посев
1. Саня Мирза /  Мартина Хингис (Титул)
2. Бетани Маттек-Сандс /  Луция Шафаржова (Группа)
3. Чжань Хаоцин /  Чжань Юнжань (Полуфинал)
4. Тимея Бабош /  Кристина Младенович (Группа)
5. Каролин Гарсия /  Катарина Среботник (Группа)
6. Ракель Копс-Джонс /  Абигейл Спирс (Группа)
7. Андреа Главачкова /  Луция Градецкая (Полуфинал)
8. Гарбинье Мугуруса /  Карла Суарес Наварро (Финал)

## Ход турнира

### Используемые сокращения
- Q (англ. qualifier, дословно — квалифицировавшийся) — победитель квалификационного турнира.
- WC (англ. wild card, уайлд-кард) — специальное приглашение от организаторов.
- LD (англ. last direct acceptance, последний прямой допуск) — игрок, находящийся последним в списке участников, попадающих напрямую в основную сетку.
- LL (англ. lucky loser, лаки-лузер) — игрок с наивысшим рейтингом из проигравших в финальном раунде квалификации, приглашённый в качестве замены поздно снявшегося игрока основной сетки.
- Rt (англ. retired, дословно — снявшийся) — отказ игрока от продолжения игры по ходу матча.
- W/O (англ. walkover, дословно — проход) — выигрыш на невыходе соперника на игру.
- SE (англ. special exempt) — специальный допуск. Используется для игроков, которые удачно сыграли на неделе, предшествовавшей турниру, и потому не могли участвовать в квалификации.
- SR (англ. special rating) — специальный рейтинг. Даётся игроку, получившему травму и выбывшему из тура не менее чем на 6 месяцев и до двух лет. В этом случае его рейтинг на время лечения травмы «замораживается» и затем после возвращения, он имеет право заявляться на несколько турниров (определяется регламентом тура), чтобы попадать на турниры своего уровня.
- PR (англ. protected ranking, дословно — защищённый рейтинг). Используется для допуска в турнир игроков, пропустивших долгое время из-за травмы и опустившихся в рейтинге.
- ALT (англ. alternate) — альтернативный игрок в сетке (замена кого-то из поздно снявшихся с турнира).
- S (англ. suspended, дословно — отложен) — матч приостановлен из-за дождя или темноты.
- D (англ. defaulted) — один из спортсменов снят с турнира за неспортивное поведение.

### Финальные раунды
|  | Полуфиналы | Полуфиналы                             | Полуфиналы                             | Полуфиналы                             | Полуфиналы                             | Полуфиналы                             | Полуфиналы                             | Полуфиналы | Полуфиналы | Полуфиналы |   |                           | Финал                     | Финал                                  | Финал                                  | Финал                                  | Финал                                  | Финал                                  | Финал                                  | Финал | Финал | Финал |
|  |            |                                        |                                        |                                        |                                        |                                        |                                        |            |            |            |   |                           |                           |                                        |                                        |                                        |                                        |                                        |                                        |       |       |       |
|  | 1          | Саня Мирза Мартина Хингис              | Саня Мирза Мартина Хингис              | Саня Мирза Мартина Хингис              | Саня Мирза Мартина Хингис              | Саня Мирза Мартина Хингис              | Саня Мирза Мартина Хингис              | 6          | 6          |            |   |                           |                           |                                        |                                        |                                        |                                        |                                        |                                        |       |       |       |
|  | 1          | Саня Мирза Мартина Хингис              | Саня Мирза Мартина Хингис              | Саня Мирза Мартина Хингис              | Саня Мирза Мартина Хингис              | Саня Мирза Мартина Хингис              | Саня Мирза Мартина Хингис              | 6          | 6          |            |   |                           |                           |                                        |                                        |                                        |                                        |                                        |                                        |       |       |       |
|  | 3          | Чжань Хаоцин Чжань Юнжань              | Чжань Хаоцин Чжань Юнжань              | Чжань Хаоцин Чжань Юнжань              | Чжань Хаоцин Чжань Юнжань              | Чжань Хаоцин Чжань Юнжань              | Чжань Хаоцин Чжань Юнжань              | 4          | 2          |            |   |                           |                           |                                        |                                        |                                        |                                        |                                        |                                        |       |       |       |
|  |            |                                        |                                        |                                        |                                        |                                        |                                        |            |            |            | 1 | Саня Мирза Мартина Хингис | Саня Мирза Мартина Хингис | Саня Мирза Мартина Хингис              | Саня Мирза Мартина Хингис              | Саня Мирза Мартина Хингис              | Саня Мирза Мартина Хингис              | 6                                      | 6                                      |       |       |       |
|  |            |                                        |                                        |                                        |                                        |                                        |                                        |            |            |            | 1 | Саня Мирза Мартина Хингис | Саня Мирза Мартина Хингис | Саня Мирза Мартина Хингис              | Саня Мирза Мартина Хингис              | Саня Мирза Мартина Хингис              | Саня Мирза Мартина Хингис              | 6                                      | 6                                      |       |       |       |
|  |            |                                        |                                        |                                        |                                        |                                        |                                        |            |            |            |   |                           | 8                         | Гарбинье Мугуруса Карла Суарес Наварро | Гарбинье Мугуруса Карла Суарес Наварро | Гарбинье Мугуруса Карла Суарес Наварро | Гарбинье Мугуруса Карла Суарес Наварро | Гарбинье Мугуруса Карла Суарес Наварро | Гарбинье Мугуруса Карла Суарес Наварро | 0     | 3     |       |
|  | 8          | Гарбинье Мугуруса Карла Суарес Наварро | Гарбинье Мугуруса Карла Суарес Наварро | Гарбинье Мугуруса Карла Суарес Наварро | Гарбинье Мугуруса Карла Суарес Наварро | Гарбинье Мугуруса Карла Суарес Наварро | Гарбинье Мугуруса Карла Суарес Наварро | 7          | 6          |            |   |                           | 8                         | Гарбинье Мугуруса Карла Суарес Наварро | Гарбинье Мугуруса Карла Суарес Наварро | Гарбинье Мугуруса Карла Суарес Наварро | Гарбинье Мугуруса Карла Суарес Наварро | Гарбинье Мугуруса Карла Суарес Наварро | Гарбинье Мугуруса Карла Суарес Наварро | 0     | 3     |       |
|  | 8          | Гарбинье Мугуруса Карла Суарес Наварро | Гарбинье Мугуруса Карла Суарес Наварро | Гарбинье Мугуруса Карла Суарес Наварро | Гарбинье Мугуруса Карла Суарес Наварро | Гарбинье Мугуруса Карла Суарес Наварро | Гарбинье Мугуруса Карла Суарес Наварро | 7          | 6          |            |   |                           |                           |                                        |                                        |                                        |                                        |                                        |                                        |       |       |       |
|  | 7          | Андреа Главачкова Луция Градецкая      | Андреа Главачкова Луция Градецкая      | Андреа Главачкова Луция Градецкая      | Андреа Главачкова Луция Градецкая      | Андреа Главачкова Луция Градецкая      | Андреа Главачкова Луция Градецкая      | 6          | 0          |            |   |                           |                           |                                        |                                        |                                        |                                        |                                        |                                        |       |       |       |
|  | 7          | Андреа Главачкова Луция Градецкая      | Андреа Главачкова Луция Градецкая      | Андреа Главачкова Луция Градецкая      | Андреа Главачкова Луция Градецкая      | Андреа Главачкова Луция Градецкая      | Андреа Главачкова Луция Градецкая      | 6          | 0          |            |   |                           |                           |                                        |                                        |                                        |                                        |                                        |                                        |       |       |       |
|  |            |                                        |                                        |                                        |                                        |                                        |                                        |            |            |            |   |                           |                           |                                        |                                        |                                        |                                        |                                        |                                        |       |       |       |

### Групповой раунд
Золотистым выделены игроки, занявшие первые два места в своих группах.

#### Красная группа
| Посев | Теннисистки                       | Мирза Хингис | Бабош Младенович | Копс-Джонс Спирс | Главачкова Градецкая | Матчи | Сеты | Геймы | Место |
| ----- | --------------------------------- | ------------ | ---------------- | ---------------- | -------------------- | ----- | ---- | ----- | ----- |
| 1     | Саня Мирза Мартина Хингис         |              | 6–4, 7–5         | 6–4, 6–2         | 6–3, 6–4             | 3-0   | 6-0  | 37–22 | 1     |
| 4     | Тимея Бабош Кристина Младенович   | 4–6, 5–7     |                  | 7–6(5), 6–2      | 2–6, 1–6             | 1-2   | 2-4  | 25–33 | 3     |
| 6     | Ракель Копс-Джонс Абигейл Спирс   | 4–6, 2–6     | 6–7(5), 2–6      |                  | 6–3, 3–6, [11–9]     | 1-2   | 2-5  | 24–33 | 4     |
| 7     | Андреа Главачкова Луция Градецкая | 3–6, 4–6     | 6–2, 6–1         | 3–6, 6–3, [9–11] |                      | 1-2   | 3-4  | 28–25 | 2     |

При равенстве показателей по числу побед и числу матчей между двух пар, они ранжируются по результату личной встречи.

#### Белая группа
| Посев | Теннисистки                            | Маттек Шафаржова | Хаоцин Юнжань | Гарсия Среботник | Мугуруса Суарес | Матчи | Сеты | Геймы | Место |
| ----- | -------------------------------------- | ---------------- | ------------- | ---------------- | --------------- | ----- | ---- | ----- | ----- |
| 2     | Бетани Маттек-Сандс Луция Шафаржова    |                  | 2–6, 2–6      | 2–6, 0–3 — отказ | 6–3, 7–6(1)     | 1-2   | 2-4  | 19–30 | 4     |
| 3     | Чжань Хаоцин Чжань Юнжань              | 6–2, 6–2         |               | 6–4, 7–6(5)      | 5–7, 4–6        | 2-1   | 4-2  | 34–27 | 2     |
| 5     | Каролин Гарсия Катарина Среботник      | 6–2, 3–0 — отказ | 4–6, 6–7(5)   |                  | 5–7, 2–6        | 1-2   | 2-4  | 26-28 | 3     |
| 8     | Гарбинье Мугуруса Карла Суарес Наварро | 3–6, 6–7(1)      | 7–5, 6–4      | 7–5, 6–2         |                 | 2-1   | 4-2  | 35–29 | 1     |

При равенстве показателей по числу побед и числу матчей между двух пар, они ранжируются по результату личной встречи.